# Будешти (Бузэу)
Будешти (рум. Budești) — село в жудецу Бузэу в Румынии. Входит в состав коммуны Килийле.

## География
Село расположено на расстоянии 117 км на север от Бухареста, 39 км на северо-запад от Бузэу, 115 км на запад от Галаци, 76 км на восток от Брашова.

## Население
По данным переписи населения 2002 года в селе проживали 60 человек, все румыны. Все жители села своим родным языком назвали румынский.
| 2002 | 2011 |
| ---- | ---- |
| 60   | ▼37  |